# Orphan Black
Orphan Black is een Canadese sciencefiction-televisieserie, geschreven door Graeme Manson en geregisseerd door John Fawcett. De serie ging in première op 30 maart 2013 op het Canadese netwerk Space en op BBC America in de Verenigde Staten. Er zijn vijf seizoenen gemaakt, waarvan de laatste aflevering in de Verenigde Staten werd uitgezonden op 12 augustus 2017. Orphan Black was in Nederland te zien via BBC 3 op de digitale zender OUTTV en op streamingdienst Netflix. Ook was de serie sinds 4 november 2013 te zien op de Vlaamse zender OP12.

## Verhaal
De serie draait om Sarah Manning (Tatiana Maslany), een zogenaamde con artist, die getuige is van de zelfmoord van haar dubbelganger Beth Childs. Manning neemt vervolgens Childs' identiteit over en duikt zo dieper het leven in van haar kloon. Uiteindelijk blijkt dat ze meerdere 'zussen' heeft, verspreid over Noord-Amerika en Europa en dat er een plan is om hen te vermoorden. De serie snijdt de thema's moraal en ethiek van menselijk klonen aan en het effect op persoonlijke identiteit.

## Afleveringen
Zie: Lijst van afleveringen van Orphan Black
| Seizoen | Aantal afleveringen | Originele Uitzenddatum          |  |
| ------- | ------------------- | ------------------------------- |  |
| 1       | 10                  | 30 maart 2013 – 1 juni 2013     |  |
| 2       | 10                  | 19 april 2014 – 21 juni 2014    |  |
| 3       | 10                  | 18 april 2015 – 20 juni 2015    |  |
| 4       | 10                  | 14 april 2016 – 16 juni 2016    |  |
| 5       | 10                  | 10 juni 2017 – 12 augustus 2017 |  |

## Rolverdeling

### Hoofdrollen
- Tatiana Maslany als Sarah Manning/Elizabeth 'Beth' Childs/Alison Hendrix/Cosima Niehaus/Helena/Katja Obinger/Rachel Duncan/Tony Sawicki/Krystal Goderitch/MK.
- Jordan Gavaris als Felix 'Fee' Dawkins.
- Dylan Bruce als Paul 'BDP' Dierden.
- Kevin Hanchard als detective Arthur 'Art' Bell.
- Évelyne Brochu als Delphine Cormier.
- Kristian Bruun als Donnie Hendrix.
- Maria Doyle Kennedy als Siobhan Sadler.
- Ari Millen als Mark/Rudy/Seth/Ira/Castor.

### Gastrollen
- Michiel Huisman als Cal Morrison.
- Skyler Wexler als Kira.
- Inga Cadranel als detective Angela Deangelis.
- Michael Mando als Vic.
- Matt Frewer als Dr. Aldous Leekie.